# Gabriel Johan Lagerhjelm
Gabriel Johan Lagerhjelm, född 27 september 1677, död 24 september 1741 på överstebostället Braheslott, var en svensk militär.
Gabriel Johan Lagerhjelm var son till vice lagman Johan Lagerhjelm och Catharina Elisabet Irving. Han blev musketerare vid Livgardet 1693, senare pikenerare där, korpral 1699, furir och fänrik 1700 och löjtnant 1702. Lagerhjelm befordrades 1706 till kapten, blev tillfångatagen i slaget vid Poltava och fördes till Vologda, varifrån han inte hemkom förrän efter fredsslutet 1721. Han erhöll 1718 överstelöjtnants karaktär 1719, blev kapten vid Livgardet 1723, major där 1727 och var överste och chef för Savolaks och Nyslotts läns infanteriregemente 1735–1741.